# 卡洛斯·罗梅罗·巴塞洛
卡洛斯·罗梅罗·巴塞洛（西班牙語：Carlos Romero Barceló，1932年9月4日—2021年5月2日），波多黎各政治人物，1977年1月至1985年1月，担任波多黎各总督，为第5任波多黎各总督。

## 生平
1932年，卡洛斯生于波多黎各首府圣胡安。1953年，获耶鲁大学政治学与经济学学士学位。1969年至1977年，担任圣胡安市长。